# Wesselényi Anna
Wesselényi Anna, Csáky Istvánné (körösszegi és adorjáni gróf; Krakkó vagy Landskron, 1584 – Krakkó, 1649. augusztus 3.) a Csáky család „ősanyja”.

## Élete
Apja Wesselényi Ferenc, Báthory István kincstárnoka és vezérkatonája. Anyja Sárkándy Anna (akinek első férje az 1579 novemberében elhunyt Bekes Gáspár). 1587-ben költöztek haza Lengyelországból; apja 1595-ben halt meg. Legtöbbet Hadadon tartózkodott és anyja gondjai alatt az akkori időhöz képest a legkitűnőbb nevelésben részesült. Nem csak a gazdasszonykodásnak akkor megkívántató ezerféle ügyeihez értett, de rendszeres erkölcs- és vallástani ismeretei is voltak. Később, hosszú özvegységében elsajátította a német nyelvet, megtanulta a jogtudományt, jártas lett a politikában, nagy könnyűséggel írt és levelezett sok jeles emberrel, olyan időben, amikor például menye, Forgách Éva (a nádor leánya) alig volt képes egy pár sort leírni. A Csáky család tagjai a reformáció során a kálvini hit követőivé váltak ám a 16. század végén az ő hatására rekatolizáltak. 
1600 körül Erdély egyik legjelesebb férfia, Csáky István generális lett a férje, aki 1605-ben váratlanul meghalt, így ő már 21 éves korában özvegyen maradt. Közel ötven évig tartó özvegysége alatt Anna, István és László gyermekeinek nevelése és a Csáky birtokok irányításával foglalkozott. Különböző jószágaiban tartózkodott: Szilágysomlyón, Adorjánban, Nagykárolyban, Vécsen, Örményesen, Trencsénben, Almásvárban, Szendrőn, Szepesvárban. Rendszerint abban a birtokban tartózkodott ahol jelenlétét legszükségesebbnek tartotta, amíg nagyobb fia az erdélyi fejedelem, kisebb fia a magyar király udvarában volt elfoglalva. Bécsben is többször járt, különösen, amikor jó lehetőség nyílott László fia udvari karrierjének egyengetésére. A Habsburg uralkodók megbecsülték, aminek kétségtelen jele volt, hogy III. Ferdinánd László egyik fiának keresztapja volt. Élete utolsó éveit Krakkóban töltötte, terjedelmes levelezést folytatott, voltak vendégei Magyarországról, gyakran hallott híreket gyermekeiről, unokáiról, rokoniról, ismerőseiről és politikai hírekről is értesült.

## Munkái
Leveleit, számszerint 79-et, jegyzetekkel és bő életrajzzal Deák Farkas adta ki, Wesselényi Anna, özv. Csáky Istvánné életrajza és levelezése címmel, mely levelek az 1612–1649 időközben keltek. A leveleket az első kettő kivételével mind özvegységében írta és Árva Wesselényi Annának jegyezte alá nevét. Ezen levelek teljes világításba helyezik annak az időnek mezei és házi gazdasági viszonyait. Deák Farkas szerint „általa s valóban szép levelei által vált lehetővé, hogy egy a XVI. században született s a XVII. század első felében élt magyar matrónát mint édes anyát, családja vezértagját, mívelt és tehetséges írót, a közélettel való viszonyában és magányéletében különösen, teljesen megismerhessünk... Levelei mint olyanok csinosaknak, s nagy része valóban szépnek mondható, mindannyi teljes kerek formával, logikai renddel s a legtöbb élénk festői styllal van írva.”